# Hogna spenceri
Hogna spenceri är en spindelart som först beskrevs av Pocock 1898.  Hogna spenceri ingår i släktet Hogna och familjen vargspindlar. Inga underarter finns listade i Catalogue of Life.